# Ramavtal
Ramavtal är ett avtal som man också kan kalla för en generell överenskommelse som ligger till grund för framtida avtal (ett eller flera) och som anger "ramarna" och de villkor som skall ingå i dessa. 
Framför allt tecknas ramavtal mellan kunder och leverantörer.
Ramavtalet reglerar vilka produkter och tjänster leverantören ska kunna leverera. 
Det talar också om vilka priser och villkor som ska gälla.
Priser, produkter eller tjänster kan dock uppdateras enligt fastställda villkor.
Avropsavtal är ett ramavtal mot vilket man sedan avropar, d.v.s. gör beställningar (tilldelar kontrakt) utan behov av ytterligare avtal.
Ramavtal spelar en stor roll vid offentlig upphandling, där de innebär en förenkling av byråkratin som föreskrivs, i Sveriges fall av Lagen om offentlig upphandling (LOU). Vid en ramavtalsupphandling utses ett antal leverantörer som tecknar ramavtal med en upphandlande myndighet eller annan upphandlande enhet. Från en sådan leverantör kan myndigheten sedan göra enkla avrop (beställningar) i stället för att genomföra en fullständig upphandling med specifikation, anbud och avtal vid varje enskilt tillfälle.